# 蔡瑞月

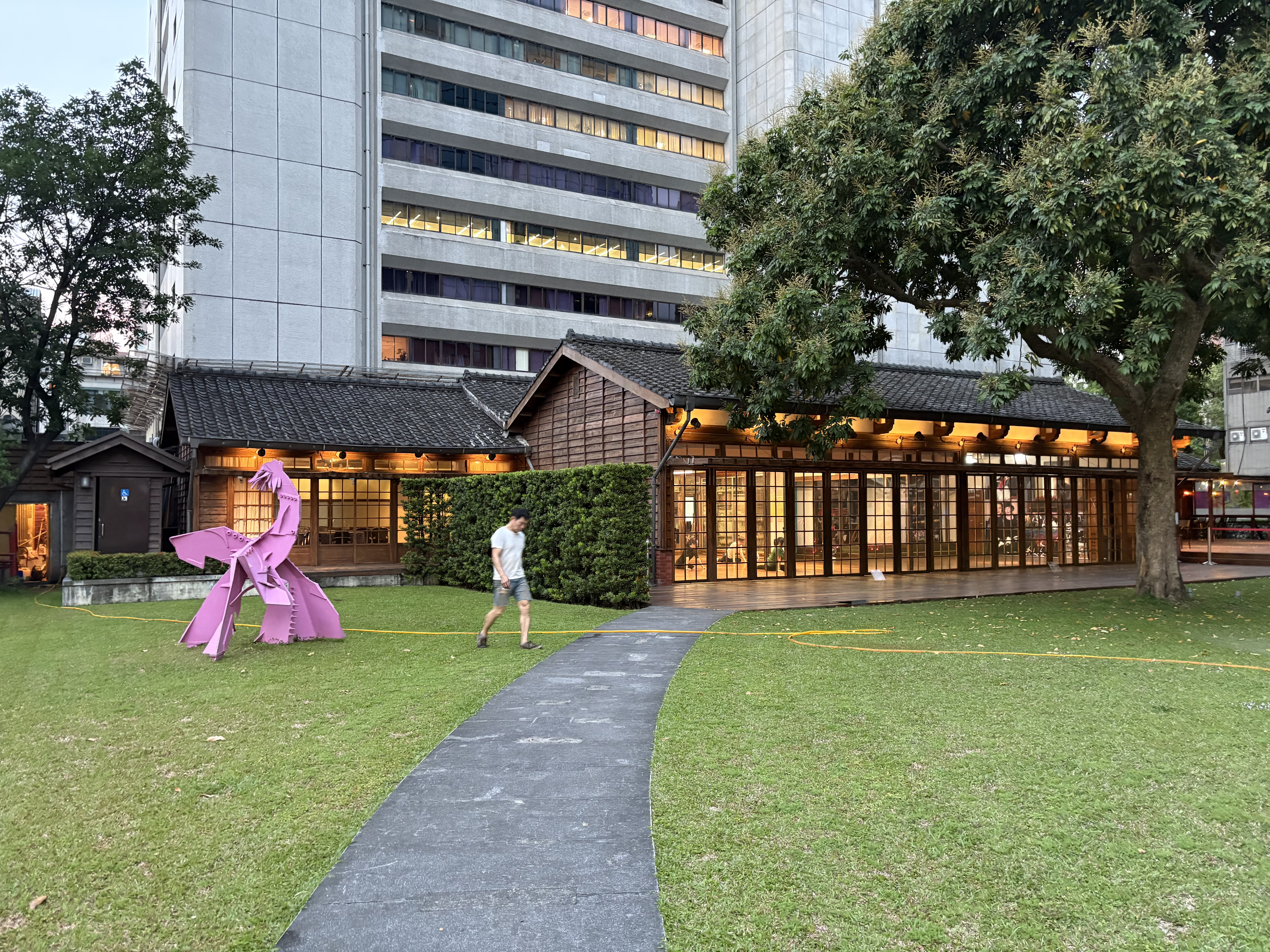
蔡瑞月舞蹈社為台北市市定古蹟

25°03′21″N 121°31′19″E / 25.055779°N 121.521986°E
蔡瑞月（1921年2月8日—2005年5月29日），台灣舞蹈家，也是台灣現代舞的先驅。

## 簡介
蔡瑞月於1921年2月8日出生於臺南州臺南市，台南第二高等女學校畢業後1937年前往日本學習現代舞，1945年畢業於石井漠舞蹈體育專科學校。旅日期間，隨舞蹈團赴越南、新加坡、馬來亞、緬甸及日本各大城市演出。二戰結束後於1946年返回到台灣。蔡瑞月曾經在1947年於台北市中山堂表演，轟動藝術圈；之後與詩人雷石榆成婚。1949年雷石榆被以匪諜罪名驅逐出境後，蔡瑞月也被逮捕並囚禁於綠島長達三年。
身為雷石榆好友的魏子雲當時不顧政治壓力，一直照顧蔡瑞月。
出獄後的蔡瑞月，繼續從事舞蹈的教學、創作與演出，並且在台北市中山北路開設蔡瑞月舞蹈研究社教導年輕學子、兒童研習現代舞。但是蔡瑞月因為國民政府的禁令，而不能出國演出。1981年，官方又再度干預，並要求蔡瑞月和其子雷大鵬退出雷石榆好友馬思聰邀約的《晚霞》演出，1983年蔡瑞月與雷大鵬移居澳洲，蔡瑞月在布里斯班繼續從事舞蹈創作。1990年，蔡瑞月與雷石榆在中國河北省保定市再度見面。1998年，蔡瑞月榮獲昆士蘭科技大學博士學位。

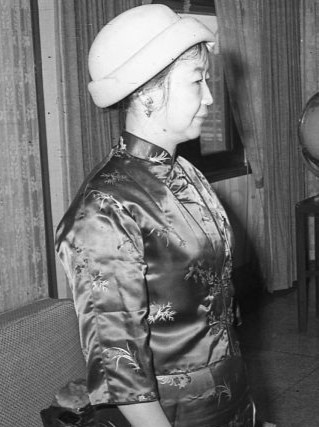
蔡瑞月女士

2000年開始，蔡瑞月進行一連串的舞作重建工作。2001年蔡瑞月回到台灣，之後頻繁往返澳洲和台灣；2005年病逝於澳洲。
蔡瑞月所創辦的蔡瑞月舞蹈研究社曾經一度因為台北捷運施工而將被拆除，但在當時台北市市長陳水扁的堅持下被保留。後又因臺北市政府控告佔用，經蔡瑞月文化基金會董事許陽明、陳林頌擬定朝向空間公共化，並獲得董事會的認同後，展開古蹟的陳請與宣傳遊說，獲得舞蹈界與藝文界的認同。1999年蔡瑞月舞蹈社被臺北市政府指定為市定古蹟，但遭火焚毀，2003年才告復原，並且以委外招標的方式經營。

## 捐款風波
因特別費爭議的臺北市長馬英九，曾於2006年11月17日委託辦公室秘書，匯款600萬元予11個公益團體，蔡瑞月文化基金會為此發出聲明 （页面存档备份，存于）感謝馬英九市長，並表示未對外透露捐款訊息。

## 外部連結
- 蔡瑞月文化基金會 （页面存档备份，存于）
- 第一屆蔡瑞月舞蹈節 （页面存档备份，存于）